# ریچارد آچرلی
ریچارد آچرلی (انگلیسی: Richard Atcherley; ۱۲ ژانویهٔ ۱۹۰۴ – ۱۸ آوریل ۱۹۷۰) فرد نظامی اهل بریتانیا بود. وی همچنین برندهٔ جوایزی همچون صلیب نیروی هوایی شده‌است.